# Michael Che
Michael Che (Manhattan, 18 maggio 1983) è un cabarettista, attore e sceneggiatore statunitense.
Noto per il suo lavoro al Saturday Night Live, dove è co-conduttore per Weekend Update. Michael Che e Colin Jost sono stati nominati co-conduttori del settantesimo Emmy Awards nel 2018. È stato per breve tempo corrispondente del The Daily Show con Jon Stewart e in precedenza ha lavorato come sceneggiatore per il Saturday Night Live. Alla fine del settembre del 2014, è diventato co-conduttore di Weekend Update per la quarantesima stagione di Saturday Night Live, al fianco di Colin Jost e in sostituzione di Cecily Strong.

## Biografia
Michael Che Campbell è nato a Manhattan, New York City ed è il più giovane dei sette figli di Rose e Nathaniel Campbell.
È cresciuto nel Lower East Side di Manhattan. Si è diplomato presso il Liceo Musicale Fiorello H. LaGuardia di Arti e Spettacoli.

### Carriera
Michael Che ha iniziato a fare cabaret nel 2009, lavorava regolarmente diversi set a notte. Nel 2012, Che apparve nel Late Show con David Letterman.
Nel 2013, Variety ha chiamato Michael Che uno dei "10 comici da tenere d'occhio", mentre Rolling Stone lo ha nominato uno dei "50 personaggi più divertenti".
Michael Che è entrato in Saturday Night Live come scrittore nel 2013, inizialmente come scrittore ospite e subito dopo come scrittore regolare. Il 28 aprile 2014 è stato annunciato che Michael Che aderirebbe al Daily Show in giugno come corrispondente. Michael Che ha fatto il suo debutto sullo schermo come corrispondente del Daily Show il 4 giugno 2014. Sebbene sia apparso in soli nove segmenti durante il suo breve periodo nello show, è stato lodato dalla TV Guide per il suo lavoro,in particolare "Race / Off: Live From Somewhere", in cui in risposta alle proteste di Ferguson del 2014, ha continuamente cambiato la posizione da dove stava segnalando il suo segmento remoto (con ogni cambio di posizione accompagnato da un cambio di sfondo tramite lo schermo verde), al fine di trovare apparentemente un posto dove un uomo di colore non sarebbe stato molestato da agenti di polizia, in definitiva andando nello spazio. Questi sono considerati dalla Guida TV come i suoi segmenti distintivi del programma.
L'11 settembre 2014 è stato chiamato a prendere il posto di Cecily Strong come co-conduttore di Weekend Update per la quarantesima stagione di SNL insieme a Colin Jost. Michael Che è il primo co-conduttore afro-americano nella storia di Weekend Update. Durante le sue prime due stagioni, Michael Che ha ospitato principalmente l'aggiornamento del fine settimana. Durante la sua terza stagione, Michael Che è stato promosso al cast principale e Jay Pharoah ha lasciato lo spettacolo. Ciò lasciò Michael Che e Kenan Thompson come unici membri del cast afroamericani fino alla quarta stagione, quando SNL assunse Chris Redd, portando a tre il numero di membri del cast maschile afro-americano.
Nel 2014, Michael Che è apparso nel film Top Five, apparendo come uno degli amici del personaggio di Chris Rock.
Nel dicembre 2017, Che è stato nominato co-head writer di Saturday Night Live.
Il 17 settembre 2018, Che ha ospitato gli Emmy Awards con Colin Jost.

#### World Wrestling Entertaiment
Michael Che assieme a Colin Jost è apparso nella puntata di WWE Raw del 4 marzo 2019, dove sono stati nominati dalla commissioner (di tale roster) Stephanie McMahon corrispondenti di WrestleMania 35. La sera stessa, Colin Jost è stato afferrato dal wrestler Braun Strowman, che era intenzionato ad attaccarlo, per poi essere fermato. A fine segmento Braun Strowman ha sfidato apertamente Michael Che e Colin Jost a farsi vedere sul ring a WrestleMania 35. Nella puntata di Raw del 25 marzo, Michael Che e Colin Jost hanno accettato la sfida lanciatagli da Braun Strowman con un video messaggio, annunciando la loro partecipazione all'André the Giant Memorial battle royal di WrestleMania 35. Il 7 aprile,nel kick-off di WrestleMania 35 è stato il penultimo partecipante ad essere eliminato da Braun Strowman nell'André the Giant Memorial Battle Royal.